# Cambi (1718)
El Cambi fue un navío de línea de dos cubiertas y 60 cañones nominales, líder de su clase homónima, botado para la Armada española en 1718. Como todos los navíos de nombre no religioso, se puso bajo la advocación de un santo, en este caso San Bartolomé. De acuerdo con los estándares británicos, el buque quedaba categorizado como navío de línea de tercera clase. Aunque artillado con 60 cañones, aparece en algunas fuentes como de 64 ó 66 cañones.

## Construcción
El barco se construyó en San Feliú de Guíxols, bajo la dirección y supervisión del asentista Bernardo Cambí. La quilla se colocó el 21 de octubre de 1717 y fue botado el 24 de agosto de 1718. En septiembre de 1718, España adquirió el barco, que se incorporó a la flota con Francisco Javier Cornejo y Vallejo como su primer capitán. El sistema de construcción seguido fue el de Antonio de Gaztañeta e Iturribalzaga, con las mejoras introducidas por Cipriano Autrán. En 1719 se botaría el segundo y último buque de la serie, el Catalán, dando por finalizada la vida de este astillero en lo que a construcción de navíos se refiere.
Sus dimensiones eran 76 codos de eslora total, (63 codos y 8 pulgadas en quilla), 21 codos y 3 pulgadas de manga y 10 codos y 13,5 pulgadas de puntal.

## Historial
Al poco de ser entregado, a finales de septiembre de 1718, quedó al mando del capitán de navío Francisco Javier Cornejo y Pareja con la intención de poner rumbo a Cádiz. El 13 de diciembre de 1718, una flota británica de seis navíos con base en Mahón persiguió al Cambi en su ruta de San Feliú de Guíxols a Cádiz, arribando al día siguiente, sin mayor novedad.
Ya iniciada la guerra de la Cuádruple Alianza, zarpa de Cádiz el 7 de marzo de 1719 con el objetivo de llevar tropas al Reino Unido para apoyar la rebelión jacobita, siendo buque insignia de la flota de Baltasar Vélez Ladrón de Guevara y de Vinuesa. A la altura del Cabo Finisterre, una fuerte tormenta se desata el 27 de marzo y dispersa la flota, obligando al Cambi a regresar a Cádiz.
El 23 de febrero de 1720, el barco fue trasladado a La Habana, desde donde regresó a Cádiz el 17 de diciembre de 1720 con la escuadra de Ladrón de Guevara. La escuadra transportó 3,6 millones de pesos desde Veracruz a España.
En 1722, el barco se enfrentó a piratas argelinos, bajo el mando de Andrés Reggio, finalizando la campaña el 4 de noviembre de 1722 con su regreso a Cádiz. Zarpó nuevamente de Cádiz el 9 de julio de 1723 con el Nuestra Señora del Pilar y la fragata San José rumbo a Veracruz, sirviendo como buque insignia de la flota de Nueva España al mando de Antonio Serrano. La misión de la escuadra era escoltar 15 barcos mercantes desde Veracruz a Cádiz, llegando el 23 de agosto de 1724 con 12 millones de pesos en caudales y mercancías.
El barco partió nuevamente de Cádiz el 15 de julio de 1725 con destino a Veracruz, arribando allí el 21 de septiembre. Zarpó de Veracruz el 9 de junio de 1726 para unirse a la flota de Antonio Gaztañeta en La Habana, pero el mismo día se incendió de forma accidental frente a Campeche a unas 20 leguas del Cabo de San Antonio, muriendo unos 400 hombres en el siniestro. El general Antonio Serrano pudo escapar a salvo, manteníendose a flote en una tabla del buque, con otros miembros de la tripulación. En el momento de su hundimiento, se hace constar que su artillería había sido elevada previamente a 66 cañones.